# Голицање
Голицање је надражај осетљивих нервних завршетака испод површине коже који код већине људи изазива смех а код мањег броја непријатан осећај. Феномен голицања међу првима је открио еволуциониста Чарлс Дарвин, који је уочио да се жртва голицања помера како би уклонила „рањиве“ делове тала од надражаја. Он је сматрао да је то еволуцијски механизам који штити јединку од грабежљиваца

## Подела
У 1897, психолози Стенли Сал и Артур Ален описали су „голицање“ као два различита феномена, или два различита типа реаговања на надражај. 
Први тип голицања
Настаје услед веома лаганих кретања преко коже. Овај тип голицање, који се зове книсмезис (енгл. Knismesis). Генерално не производи смех и понекад је праћен осећајем сврабежом. Овај тип голицања захтева низак ниво стимулације на осетљиве делове тела, а може бити изазван светлостним и електричним надражајима струје. Он такође може бити изазван пузањем инсеката или паразита, што тера на чешање и гребање и самим тим уклањање штеточине са тела.
Други тип голицања 
Овај тип голицања генерално изазива смех, је „тежи“ облик голицање, и производ је вишекратне примене интензивнијих притиска на „шкакљиве“ области, најчешће током игре. Познат је под називом гаргалезис (енгл. Gargalesis). Такви осећаји могу бити пријатни или узбуђујући, али понекад се сматрају и веома непријатним, нарочито у случају непопустљивих и тешких голицање.
Хипергаргалестезија је стање екстремна осетљивости на голицање. Код особа које голицање доживљавају као задовољство оно изазива много израженији осећај што је особа старија животне доби. Колики ће бити интензитет голицања или колико ће голицање бити „голицљиво“, зависи од тога ко голица.

## Самоголицање
Истраживања су показала разлику у сликовним приказима мождане активности између голицања других и људи који су голицали сами себе. Код самоголицања највероватније мозак унапред зна шта ће се догодити и организму говори да тај надражај игнорише. Код људи који су сами себе голицали истраживања су показала да је мали мозак тај који учествује у планирању и слању хитних порука у друге делове мозга упозоравајући их да се спреме на надражај додиром и голицање. Тако долазимо до закључка да људски мозак разврстава разне надражаје на; важне и мање важне.
Да не постоји самоконтрола организма над осећајем голицања, живот човека би био јако отежан па и немогућ, ако би табани доживљавали осећај голицања сваки пут када би се спустили на земљу.